# Seria GP2 – Hockenheimring 2010
Runda GP2 na torze Hockenheimring – szósta runda mistrzostw serii GP2 w sezonie 2010.

## Wyniki

### Sesja treningowa
| Nr | Kierowca  | Konstruktor        | Czas     | Okr. |
| -- | --------- | ------------------ | -------- | ---- |
| 7  | Dani Clos | Racing Engineering | 1:36,351 | 15   |

### Kwalifikacje
Źródło: Autosport
| Poz. | Nr | Kierowca            | Konstruktor             | Czas     | Poz. s. |
| ---- | -- | ------------------- | ----------------------- | -------- | ------- |
| 1    | 16 | Charles Pic         | Arden International     | 1:41,638 | 1       |
| 2    | 15 | Pastor Maldonado    | Rapax Team              | 1:41,906 | 2       |
| 3    | 9  | Oliver Turvey       | iSport International    | 1:42,023 | 3       |
| 4    | 4  | Sergio Pérez        | Barwa Addax Team        | 1:42,363 | 4       |
| 5    | 24 | Adrian Zaugg        | Trident Racing          | 1:42,470 | 5       |
| 6    | 7  | Dani Clos           | Racing Engineering      | 1:42,617 | 6       |
| 7    | 14 | Luiz Razia          | Rapax Team              | 1:42,922 | 7       |
| 8    | 6  | Marcus Ericsson     | Super Nova Racing       | 1:42,945 | 8       |
| 9    | 1  | Jules Bianchi       | ART Grand Prix          | 1:43,008 | 9       |
| 10   | 3  | Giedo van der Garde | Barwa Addax Team        | 1:43,234 | 10      |
| 11   | 5  | Luca Filippi        | Super Nova Racing       | 1:43,335 | 11      |
| 12   | 22 | Johnny Cecotto Jr.  | Trident Racing          | 1:43,337 | 12      |
| 13   | 11 | Romain Grosjean     | DAMS                    | 1:43,402 | 13      |
| 14   | 8  | Christian Vietoris  | Racing Engineering      | 1:43,504 | 14      |
| 15   | 18 | Max Chilton         | Ocean Racing Technology | 1:43,507 | 18      |
| 16   | 25 | Michael Herck       | David Price Racing      | 1:43,607 | 15      |
| 17   | 20 | Alberto Valerio     | Scuderia Coloni         | 1:43,694 | 16      |
| 18   | 10 | Davide Valsecchi    | iSport International    | 1:44,162 | 17      |
| 19   | 12 | Ho-Pin Tung         | DAMS                    | 1:44,173 | 19      |
| 20   | 27 | Giacomo Ricci       | David Price Racing      | 1:44,279 | 20      |
| 21   | 21 | Władimir Arabadżiew | Scuderia Coloni         | 1:44,289 | 21      |
| 22   | 2  | Sam Bird            | ART Grand Prix          | 1:44,487 | 22      |
| 23   | 17 | Rodolfo González    | Arden International     | 1:44,700 | 24      |
| 24   | 19 | Fabio Leimer        | Ocean Racing Technology | 1:46,373 | 23      |
| Poz. | Nr | Kierowca            | Konstruktor             | Czas     | Poz. s. |

## Wyniki

### Główny wyścig

#### Wyścig
Źródło: Wyprzedź Mnie!
| P                 | + / –     | Nr | Kierowca            | Konstruktor             | Okr. | Czas / Strata | Komentarz |
| ----------------- | --------- | -- | ------------------- | ----------------------- | ---- | ------------- | --------- |
| 1                 | 1         | 15 | Pastor Maldonado    | Rapax Team              | 38   | 54:07,807     |           |
| 2                 | 2         | 4  | Sergio Pérez        | Barwa Addax Team        | 38   | +0:03,866     |           |
| 3                 | 2         | 16 | Charles Pic         | Arden International     | 38   | +0:12,423     |           |
| 4                 | 2         | 7  | Dani Clos           | Racing Engineering      | 38   | +0:12,900     |           |
| 5                 | 4         | 1  | Jules Bianchi       | ART Grand Prix          | 38   | +0:23,175     |           |
| 6                 | 2         | 6  | Marcus Ericsson     | Super Nova Racing       | 38   | +0:26,399     |           |
| 7                 | 2         | 24 | Adrian Zaugg        | Trident Racing          | 38   | +0:38,594     |           |
| 8                 | 5         | 9  | Oliver Turvey       | iSport International    | 38   | +0:42,832     |           |
| 9                 | 6         | 25 | Michael Herck       | David Price Racing      | 38   | +0:45,293     |           |
| 10                | 1         | 5  | Luca Filippi        | Super Nova Racing       | 38   | +0:45,387     |           |
| 11                | 5         | 20 | Alberto Valerio     | Scuderia Coloni         | 38   | +0:47,278     |           |
| 12                | 2         | 3  | Giedo van der Garde | Barwa Addax Team        | 38   | +0:48,783     |           |
| 13                | 1         | 22 | Johnny Cecotto Jr.  | Trident Racing          | 38   | +0:52,108     |           |
| 14                | 8         | 2  | Sam Bird            | ART Grand Prix          | 38   | +0:52,985     |           |
| 15                | 6         | 21 | Władimir Arabadżiew | Scuderia Coloni         | 38   | +1:02,845     |           |
| 16                | 4         | 27 | Giacomo Ricci       | David Price Racing      | 37   | +1 okr        |           |
| 17                | Bez zmian | 10 | Davide Valsecchi    | iSport International    | 37   | +1 okr        | [ 4 ]     |
| 18                | 6         | 17 | Rodolfo González    | Arden International     | 37   | +1 okr        |           |
| 19                | 1         | 18 | Max Chilton         | Ocean Racing Technology | 36   | +2 okr        |           |
| 20                | 7         | 11 | Romain Grosjean     | DAMS                    | 35   | +3 okr.       |           |
| 21                | 2         | 19 | Fabio Leimer        | Ocean Racing Technology | 34   | +4 okr        |           |
| Niesklasyfikowani |           |    |                     |                         |      |               |           |
|                   |           | 12 | Ho-Pin Tung         | DAMS                    | 9    |               |           |
|                   |           | 14 | Luiz Razia          | Rapax Team              | 4    |               |           |
|                   |           | 8  | Christian Vietoris  | Racing Engineering      | 0    |               |           |
| P                 | + / –     | Nr | Kierowca            | Konstruktor             | Okr. | Czas / Strata | Komentarz |

#### Najszybsze okrążenie
| Nr | Kierowca      | Konstruktor    | Czas     | Okr. |
| -- | ------------- | -------------- | -------- | ---- |
| 1  | Jules Bianchi | ART Grand Prix | 1:23,527 | 37   |

### Sprint

#### Wyścig
Źródło: Wyprzedź Mnie!
| P                 | + / –     | Nr | Kierowca            | Konstruktor             | Okr. | Czas / Strata | Komentarz |
| ----------------- | --------- | -- | ------------------- | ----------------------- | ---- | ------------- | --------- |
| 1                 | 4         | 4  | Sergio Pérez        | Barwa Addax Team        | 27   | 38:02,071     |           |
| 2                 | 6         | 9  | Oliver Turvey       | iSport International    | 27   | +0:06,338     |           |
| 3                 | 4         | 24 | Adrian Zaugg        | Trident Racing          | 27   | +0:08,111     |           |
| 4                 | 2         | 1  | Jules Bianchi       | ART Grand Prix          | 27   | +0:13,575     |           |
| 5                 | 9         | 2  | Sam Bird            | ART Grand Prix          | 27   | +0:14,948     |           |
| 6                 | 3         | 7  | Dani Clos           | Racing Engineering      | 27   | +0:17,090     |           |
| 7                 | 3         | 5  | Luca Filippi        | Super Nova Racing       | 27   | +0:17,380     |           |
| 8                 | 1         | 25 | Michael Herck       | David Price Racing      | 27   | +0:21,280     |           |
| 9                 | 3         | 3  | Giedo van der Garde | Barwa Addax Team        | 27   | +0:22,490     |           |
| 10                | 13        | 8  | Christian Vietoris  | Racing Engineering      | 27   | +0:23,700     |           |
| 11                | 5         | 27 | Giacomo Ricci       | David Price Racing      | 27   | +0:24,530     |           |
| 12                | 1         | 20 | Alberto Valerio     | Scuderia Coloni         | 27   | +0:27,980     |           |
| 13                | 9         | 14 | Luiz Razia          | Rapax Team              | 27   | +0:28,230     |           |
| 14                | 7         | 12 | Ho-Pin Tung         | DAMS                    | 27   | +0:29,197     |           |
| 15                | Bez zmian | 21 | Władimir Arabadżiew | Scuderia Coloni         | 27   | +0:32,532     |           |
| 16                | 2         | 18 | Max Chilton         | Ocean Racing Technology | 27   | +0:37,938     |           |
| 17                | 13        | 16 | Charles Pic         | Arden International     | 27   | +0:40,261     |           |
| 18                | 6         | 10 | Davide Valsecchi    | iSport International    | 27   | +0:41,174     |           |
| Niesklasyfikowani |           |    |                     |                         |      |               |           |
|                   |           | 11 | Romain Grosjean     | DAMS                    | 24   |               |           |
|                   |           | 15 | Pastor Maldonado    | Rapax Team              | 24   |               |           |
|                   |           | 17 | Rodolfo González    | Arden International     | 23   |               |           |
|                   |           | 22 | Johnny Cecotto Jr.  | Trident Racing          | 14   |               |           |
|                   |           | 6  | Marcus Ericsson     | Super Nova Racing       | 2    |               |           |
|                   |           | 19 | Fabio Leimer        | Ocean Racing Technology | 1    |               |           |
| P                 | + / –     | Nr | Kierowca            | Konstruktor             | Okr. | Czas / Strata | Komentarz |

#### Najszybsze okrążenie
| Nr | Kierowca     | Konstruktor      | Czas     | Okr. |
| -- | ------------ | ---------------- | -------- | ---- |
| 4  | Sergio Pérez | Barwa Addax Team | 1:23,110 | 19   |

## Lista startowa
| Team                          | Nr | Kierowca            |
| ----------------------------- | -- | ------------------- |
| ART Grand Prix                | 1  | Jules Bianchi       |
| ART Grand Prix                | 2  | Sam Bird            |
| Barwa Addax Team              | 3  | Giedo van der Garde |
| Barwa Addax Team              | 4  | Sergio Pérez        |
| Super Nova Racing             | 5  | Luca Filippi        |
| Super Nova Racing             | 6  | Marcus Ericsson     |
| Fat Burner Racing Engineering | 7  | Dani Clos           |
| Fat Burner Racing Engineering | 8  | Christian Vietoris  |
| iSport International          | 9  | Oliver Turvey       |
| iSport International          | 10 | Davide Valsecchi    |
| Renault F1 Junior Team        | 11 | Romain Grosjean     |
| Renault F1 Junior Team        | 12 | Ho-Pin Tung         |
| Rapax Team                    | 14 | Luiz Razia          |
| Rapax Team                    | 15 | Pastor Maldonado    |
| Arden International           | 16 | Charles Pic         |
| Arden International           | 17 | Rodolfo González    |
| Ocean Racing Technology       | 18 | Max Chilton         |
| Ocean Racing Technology       | 19 | Fabio Leimer        |
| PPR.com Scuderia Coloni       | 20 | Alberto Valerio     |
| PPR.com Scuderia Coloni       | 21 | Władimir Arabadżiew |
| Trident Racing                | 22 | Johnny Cecotto Jr.  |
| Trident Racing                | 24 | Adrian Zaugg        |
| David Price Racing            | 25 | Michael Herck       |
| David Price Racing            | 27 | Giacomo Ricci       |